# De Zaag

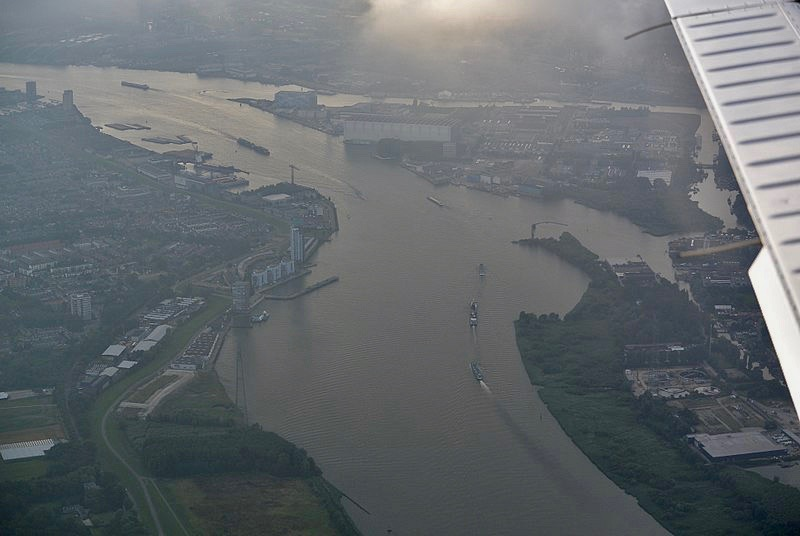
De westelijke punt van het eiland is rechtsonder zichtbaar

Het eiland De Zaag is een zandbank van zo'n 37 ha in de rivier de Nieuwe Maas in Krimpen aan de Lek. Het is gevormd doordat de natuur eilandjes tegen de buitendijkse gronden van het Huys ten Donck samen liet groeien met een klein plaatje, dat rond 1600 bekend stond als 'Zaegje'. Rond 1800 was het zo gevormde eiland inmiddels door de stroom naar de noordelijke oever verplaatst. Het is met een brug met de Krimpenerwaard verbonden over het Bakkerskil.
Het eiland bestaat uit de Groote Zaag (ruim 20 hectare) en de Kleine Zaag (17 ha). Om de Groote Zaag is in 1875 een kade gelegd en samen de Kleine Zaag ingepolderd in 1894. Tot 1918 werd de nieuwe polder als griend gebruikt. Eind negentiende eeuw is de Grote Zaag opgespoten met vrij komende baggerspecie bij het uitbaggeren van de rivier. Tegenwoordig wordt het eiland grotendeels gebruikt als industrieterrein en de Kleine Zaag als natuurgebied. Het wordt doorsneden door geulen die onderhevig zijn aan het getij. Het verschil tussen hoog en laag water is meer dan 120 cm. Voor de afsluiting van het Haringvliet in 1970 was het verschil veel groter en konden op het strandje achter de haakse strekdam aan de oostelijke rivierzijde nog schepen droog gezet worden en worden geteerd.
In 1918 werd aan de oostzijde een balkengat gegraven ten behoeve van de houtzagerij op het eiland, om balken ten behoeve van de duurzaamheid te laten wateren. (Dit gat is in 2016 opgevuld met grond.) Later nog een tweede balkengat.
De Kleine Zaag is een zomerpolder ten westen van het eerste balkengat. Deze werd in 1935 ontgrond t.b.v. de zandwinning en het daardoor ontstane grote gat werd na 1945 weer volgestort met puin en klei en opgespoten met een laag zand. Doordat de natuur er vrij spel had is er aan de noordelijke kant een wilgenbos ontstaan waarin diverse vogels broeden, zoals de grote bonte specht en de ransuil. Bij extreem hoog water stroomt het gebied onder.
Vanaf 1935 was op de Groote Zaag een veeteeltbedrijf gevestigd, waarvan de boerderij aan de rivier stond. Eind jaren 50 werd de buitendijkse grond afgegraven ten behoeve van de scheepvaart. Daarbij werd een deel van de Zaagpolder weggebaggerd en in 1962 was ook de boerderij weg.
Voetbalclub Vitesse, die later is opgegaan in voetbalclub Dilettant, heeft tot 1959 op De Zaag gevoetbald. Het terrein werd gehuurd van de Dienst der Domeinen.
In 1975 is de Kleine Zaag aangekocht door de stichting Zuid-Hollands Landschap, die het beheer op zich heeft genomen.
In 1981 werd er een rioolwaterzuiveringsinstallatie (rwzi) gebouwd.

## Machinefabriek Bolnes
Op het eiland was de ‘scheepswerf Rotterdam’ gevestigd, Op 19 april 1910 verkochten de directeuren hun opstallen en het tijdelijk recht van erfpacht op de ruim 4 ha grond voor tweeduizend vijfhonderd gulden aan de ‘N.V. Machinefabriek Bolnes voorheen J.H. van Cappellen’. Bij die overeenkomst kreeg Bolnes ook de aan de scheepswerf verleende vergunningen tot ‘het maken van ophogingen en verdedigingswerken, het uitvoeren van afgravingen en wegbaggeren voor een ligplaats van vaartuigen en tot het bouwen van een vaste brug’. De scheepsbouwloods werd ingericht tot machinefabriek, over de Bakkerskil kwam een wagenbrede houten brug met één leuning. Cornelis Willem van Cappellen, zoon van de eerste directeur, had vroegtijdig de nieuwe ruwolie-motor gesignaleerd als een concurrent van de stoommachine en besloot om hem zelf te gaan maken. In 1989 stopte de fabricage van de Bolnesmotoren. De Bolnesmotoren reparaties gingen in 1988 over naar Stork Wärtsilä Diesel. Een ander deel werd Bolnes MultiTechniek. De gebouwen op de Zaag werden ondergebracht bij Bolnes Vastgoed. Tot 1996 bleef Wärtsilä in de gebouwen van Bolnes op de Zaag, daarna verhuisden ze naar Schiedam.

## Herinrichting

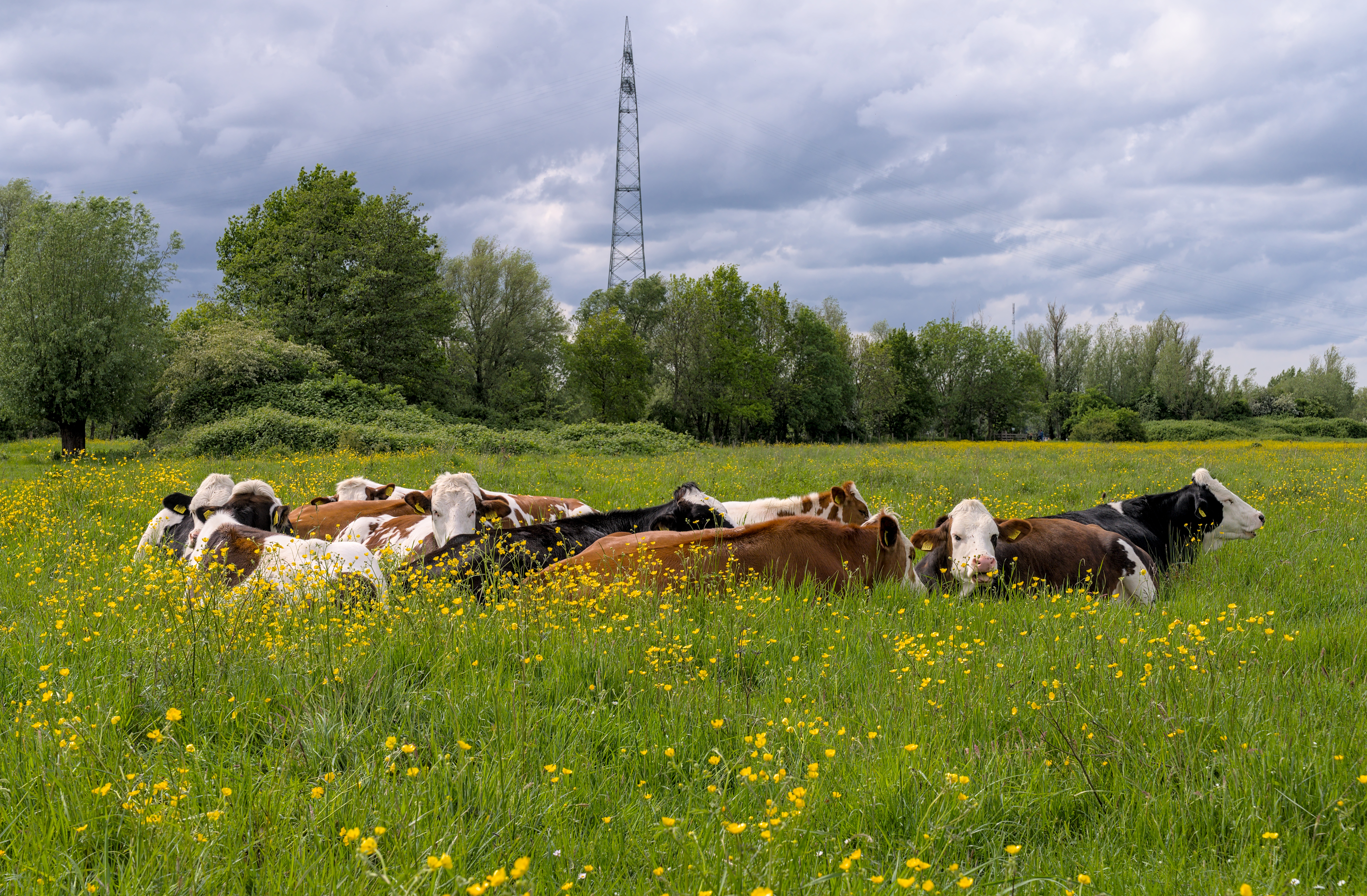
Koeien in de Kleine Zaag

In 2014 heeft Rijkswaterstaat het project “Herinrichting De Zaag” onderdeel gemaakt van het 'Kaderrichtlijn Water' programma. Bodemsanering bleek nodig vanwege de bedrijven die vroeger op het eiland waren gevestigd. Om ook de kwaliteit van de natuur te verbeteren, heeft het Zuid-Hollands Landschap in samenwerking met Rijkswaterstaat, de provincie Zuid-Holland,Vastgoed Bolnes en de gemeente Krimpenerwaard het eiland voor 2.3 miljoen heringericht. Geulen zijn uitgediept, waardoor de werking van eb en vloed nu sterker is. Voor wandelaars zijn extra bruggetjes aangelegd en zijn er picknickplekken gerealiseerd. Ook is een vogelkijkwand geplaatst. Er is een wandeling over nieuwe wandelpaden en bruggen van 5.4 km mogelijk door dit gebied. Honden moeten aan de lijn omdat er op de Kleine Zaag runderen grazen.